# 트래비스 웨스터
트래비스 웨스터(Travis Wester, 1977년 10월 8일 ~ )는 미국의 배우이다.

## 출연 작품
- 커쉬 (2007)
- 더트 (2007)
- 올 소울 데이: 다이 드 로스 무에르토스 (2005)
- 수퍼내추럴 시즌1 (2005)
- 유로트립 (2004)
- 스트레인지 로이어 (2001)
- 비버리힐즈의 아이들 (1990)